# Federgräser
Die Federgräser und Pfriemengräser (Stipa) sind eine Pflanzengattung innerhalb der Familie der Süßgräser (Poaceae). Die je nach Autor 100 bis 388 Arten sind fast weltweit verbreitet.

## Beschreibung

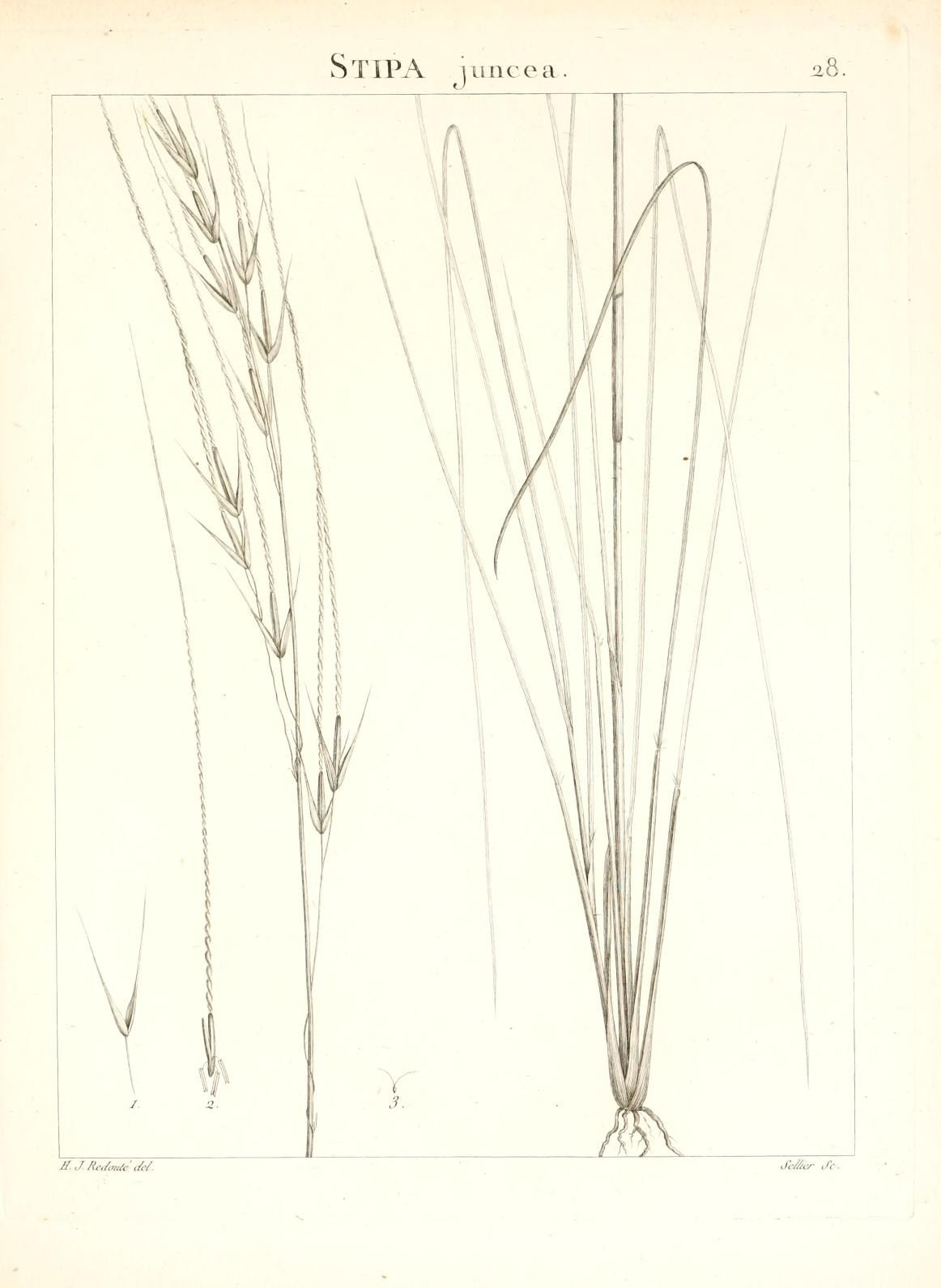
Illustration aus Flora Atlantica, sive, Historia plantarum quae in Atlante, agro Tunetano et Algeriensi crescunt, Tafel 28 von Stipa juncea

### Vegetative Merkmale
Die Stipa-Arten sind meist ausdauernde, selten einjährige krautige Pflanzen. Je nach Art werden Wuchshöhen von 25 bis 250 Zentimetern erreicht. Sie wachsen meist als horstbildende Gräser. Sie besitzen meist viele nichtblühende Halme, die außerhalb der Blattscheiden hochwachsen. Die Halme sind aufrecht, einfach oder unten verzweigt und meist mit zwei bis vier (ein bis acht) Knoten gegliedert.
Die wechselständig an den Halmen angeordneten Laubblätter sind in Blattscheide und -spreite gegliedert. Die Blattscheiden sind bis zu ihrer Basis offen. Das Blatthäutchen ist ein häutiger Saum. Die Blattspreiten sind gefaltet oder zusammengerollt, borstlich. An der Oberseite sind sie stark gerippt. In der Knospenlage sind die Laubblätter gefaltet.

### Generative Merkmale
In einem ausgebreiteten bis zusammengezogenen, dichten bis lockeren, rispige Gesamtblütenstand befinden sich viele Blüten. Die Ährchen sind einblütig und seitlich abgeflacht; ein Achsenfortsatz über dem Blütchen fehlt. Zur Reife fallen die Blütchen aus den Hüllspelzen, die stehen bleiben, aus. Die Hüllspelzen sind drei- bis fünfnervig, selten einnervig, gleich oder ungleich. Häufig sind sie in eine Spitze ausgezogen und wesentlich länger als die Blüte ohne Granne. Sie sind häutig bis durchscheinend dünnhäutig. Die Deckspelze ist fünfnervig, derbhäutig, behaart und begrannt. Die Granne ist bis zu 50 Zentimeter lang, ein- bis zweifach gekniet und mit gedrehter, kahler bis behaarter Untergranne. Die Obergranne ist rau bis dicht federig (von daher der deutsche Trivialname). Die Vorspelze ist annähernd so lang wie die Deckspelze, dünnhäutig bis lederig. Es gibt drei, selten zwei Staubblätter. Der Fruchtknoten ist kahl und trägt zwei, selten drei endständige Griffel mit dicht federigen Narben.
Die Karyopse ist eng von Deck- und Vorspelze umgeben und bildet zusammen mit der an der Deckspelze sitzenden Bohrspitze die Ausbreitungseinheit (Diaspore). Die Bohrspitze oder Kallus sitzt am unteren Ende der Deckspelze und ist morphologisch ein Teil der Ährchenachse; sie ist dicht behaart, spitz bis stechend, nur selten gerundet. Der Embryo ist ein Sechstel bis ein Drittel so lang wie die Frucht. Der Nabel ist strichförmig und erstreckt sich fast über die ganze Länge der Frucht.

## Blüten- und Ausbreitungsökologie
In der Gattung Stipa kommen häufig kleistogame Blüten vor.
Die Früchte sind Bohrfrüchte: Die Untergranne ist trocken gedreht, bei Feuchtigkeit dreht sie sich auf. Dadurch richtet sich die ganze Ausbreitungseinheit durch den Knick in der Granne auf und bohrt sich so ins Erdreich. Die Haare des Kallus dienen als Widerlager.
Die Ausbreitung erfolgt bei den Arten mit behaarter Granne durch den Wind (Anemochorie), bei denen mit rauen Grannen durch Tiere (Epizoochorie).

## Systematik und Verbreitung

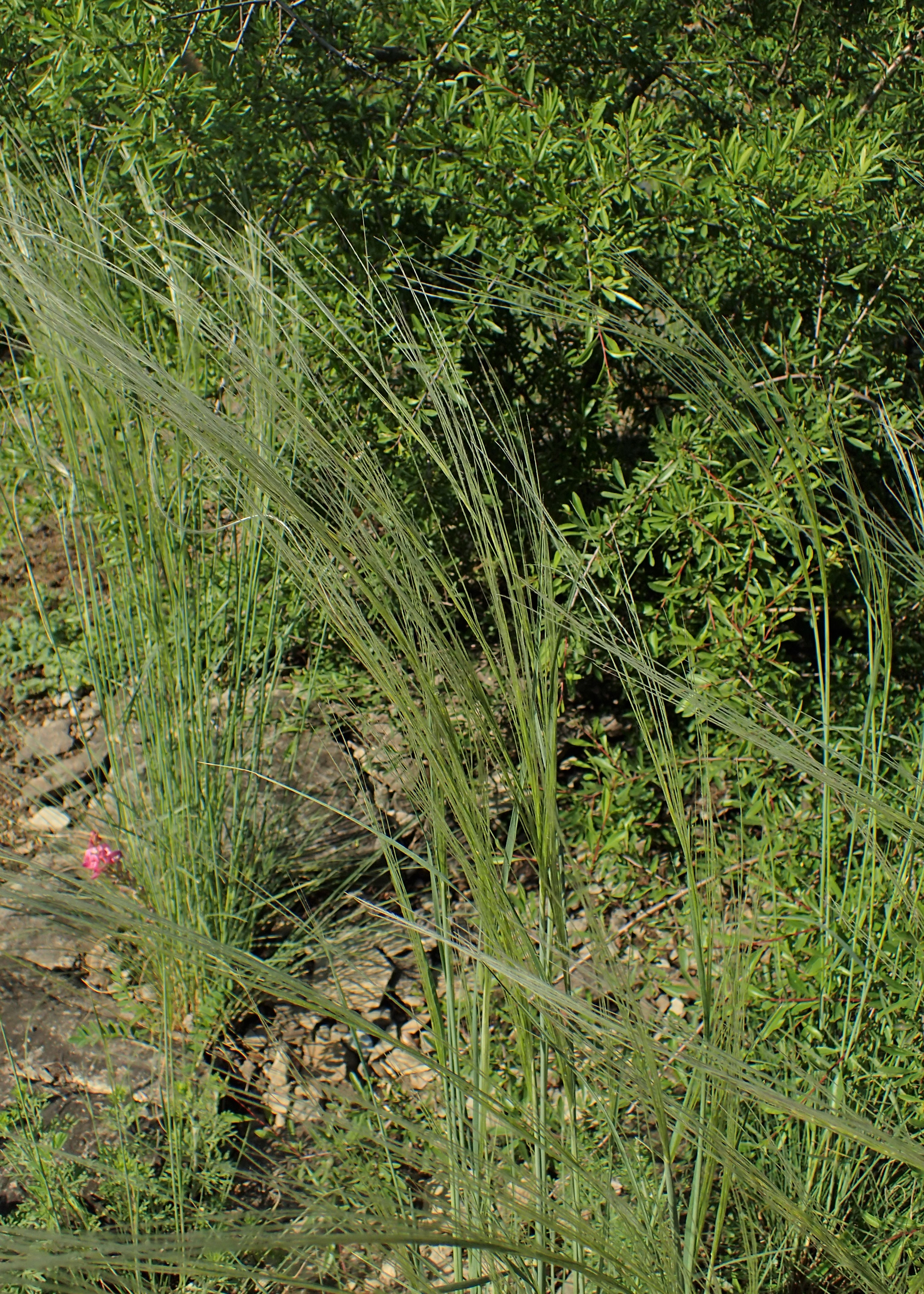
Stipa arabica

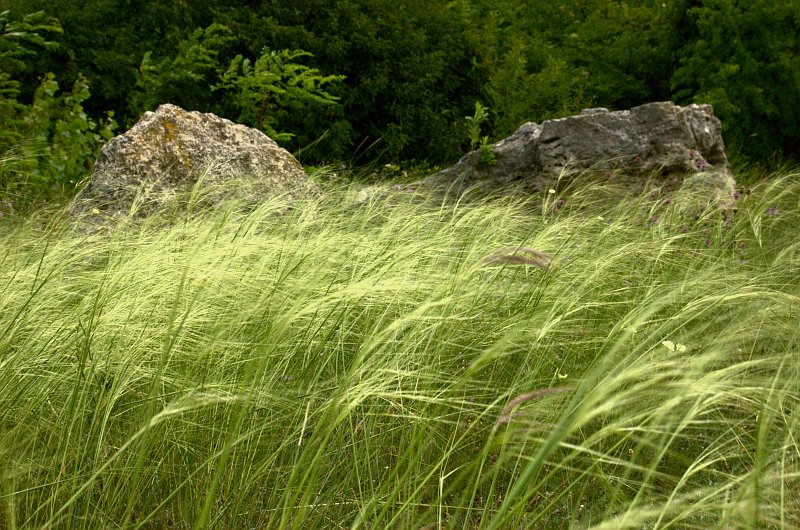
Haar-Pfriemengras (Stipa capillata)

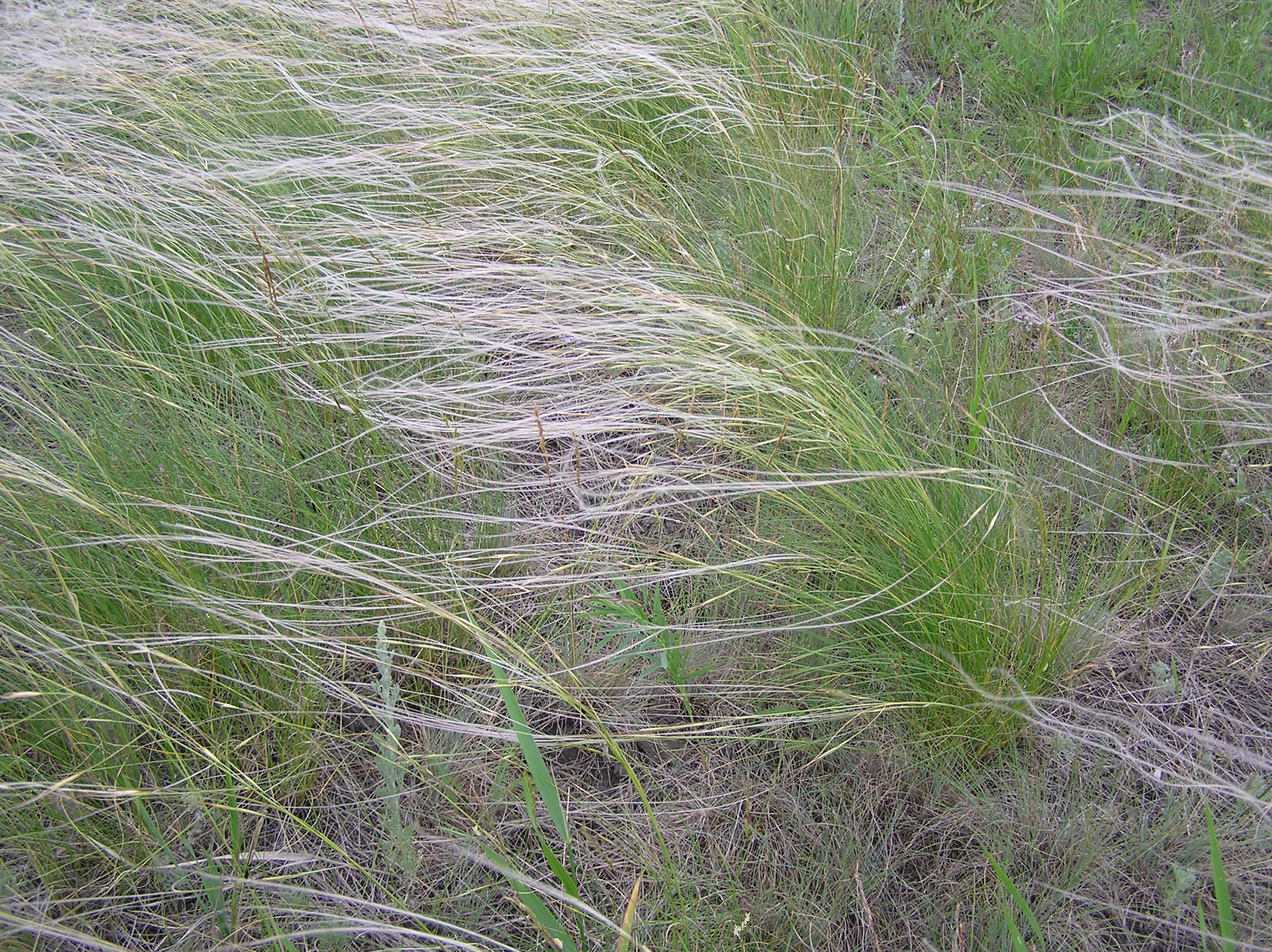
Stipa lessingiana

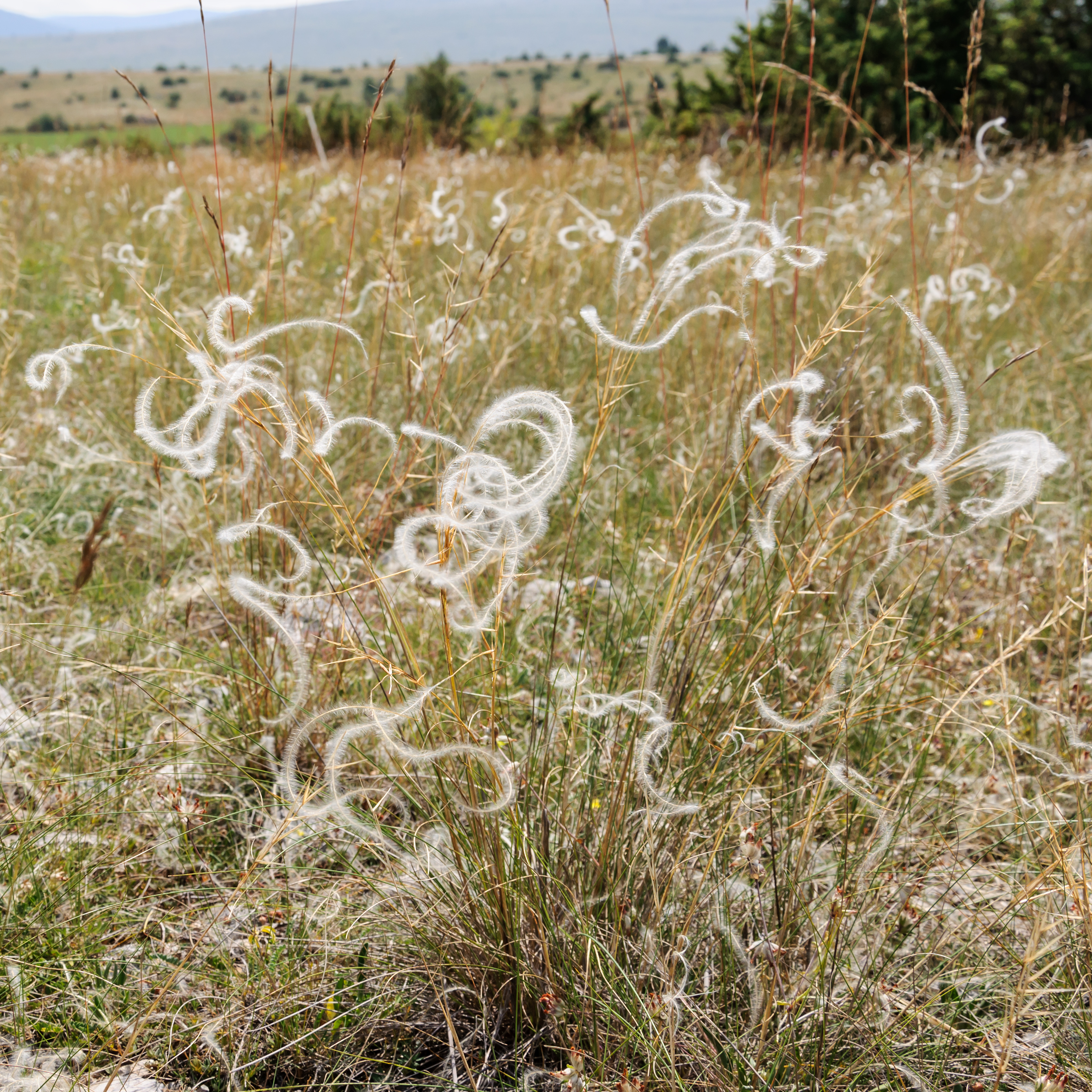
Grauscheidiges Federgras (Stipa pennata)

### Taxonomie
Die Gattung Stipa wurde 1753 durch Carl von Linné in Species Plantarum, Tomus I, Seite 78–79 aufgestellt. Als Lectotypusart wurde 1925 Stipa pennata L. durch Albert Spear Hitchcock in Contributions from the United States National Herbarium. Smithsonian Institution, Volume 24, Issue 7, S. 216 festgelegt. Synonyme für Stipa L. sind: Orthoraphium Nees, Stupa Asch. orth. var. Der Gattungsname Stipa leitet sich vom lateinischen stipa, stippa ab, dem Stab, der zum Abstützen von Amphoren dient; hierfür wurden unter anderem die Halme des Halfagrases (Stipa tenacissima) verwendet.

### Arten und ihre Verbreitung
Die Gattung Stipa umfasst 100 bis 388 Arten, je nach der Auffassung ob Achnatherum, Celtica, Macrochloa, Ptilagrostis und Trikeraia enthalten sind oder nicht.
In Mitteleuropa kommen die Arten: Sand-Federgras (Stipa borysthenica Klokov ex Prokudin), Haar-Pfriemengras (Stipa capillata L.), Weichhaariges Federgras (Stipa dasyphylla (Czern. ex Lindem.) Trautv.), Wenighaariges Gelbscheiden-Federgras (Stipa epilosa Martinovský), Zierliches Federgras (Stipa eriocaulis Borbás), Echtes Federgras oder Grauscheiden-Federgras (Stipa pennata L.), Bayerisches Federgras (Stipa bavarica Martinovský & H.Scholz, manchmal als Unterart Stipa pulcherrima subsp. bavarica (Martinovský & H.Scholz) Conert verzeichnet), Gelbscheidiges Federgras (Stipa pulcherrima K.Koch), Steirisches Federgras (Stipa styriaca Martinovský, Syn.: Stipa pennata subsp. pennata), Rossschweif-Federgras (Stipa tirsa Steven), Rötliches Federgras (Stipa zalesskii Wilensky) vor. (Bei manchen Autoren gelten manche davon als Synonyme.)
Arten der Gattung Stipa sind (Auswahl):
- Stipa academica Hicken[9]
- Stipa adoxa Klokov & Osychnyuk[9][10]
- Stipa aktauensis Roshev.[9]
- Stipa aliena Keng[9]
- Stipa almeriensis F.M.Vázquez[9][10]
- Stipa annua Mez[9]
- Stipa apertifolia Martinovský[9][10]
- Stipa arabica Trin. & Rupr.[9][10]
- Stipa araxensis Grossh.[9][10]
- Stipa arenosa (Tzvelev) M.Nobis, P.D.Gudkova, Krzempek & Klichowska[9]
- Stipa argillosa Kotukhov[9]
- Stipa asperella Klokov & Osychnyuk[9][10]
- Stipa atlantica P.A.Smirn.[9][10]
- Stipa austroaltaica Kotukhov[9]
- Stipa austroitalica Martinovský[9][10]
- Stipa austromongolica M.Nobis[9]
- Stipa badachschanica Roshev.[9]
- Stipa baicalensis Roshev.[9]
- Stipa balansae H.Scholz[9][10]
- Reiher-Federgras[11] (Stipa barbata Desf.): Es ist vom Mittelmeerraum bis zum westlichen Himalaja weitverbreitet.[9][10]
- Stipa barrancaensis F.A.Roig[9]
- Stipa basiplumosa Munro ex Hook. f.[9]
- Bayerisches Federgras[11] (Stipa bavarica Martinovský & H.Scholz, Syn.: Stipa pulcherrima subsp. bavarica (Martinovský & H.Scholz) Conert):[9] Dieser Endemit kommt nur in Neuburg an der Donau vor; diese ist in ihrem Bestand bedroht. Es wird von manchen Autoren als Unterart angesehen.[12]
- Stipa baxoiensis Yue Zhang & W.L.Chen[9]
- Sand-Federgras[11] (Stipa borysthenica Klokov ex Prokudin): Es ist von Mittel- und Südeuropa bis Zentralasien und zur Mongolei verbreitet.[9][10]
- Stipa brachyptera Klokov[9]
- Stipa breviflora Griseb.[9]
- Stipa breviseta Caro & E.A.Sánchez[9]
- Stipa bungeana Trin.[9]
- Stipa capillacea Keng[9]
- Haar-Pfriemengras[11] (Stipa capillata L.): Es ist von Europa über Vorderasien bis zum nördlichen China und zum Himalaja verbreitet.[9]
- Stipa caucasica Schmalh.[9][10]
- Stipa chingii Hitchc.[9]
- Stipa cretacea P.A.Smirn.[9][10]
- Stipa daghestanica Grossh.[9][10]
- Weichhaariges Federgras[11] (Stipa dasyphylla (Lindem.) Czern. ex Trautv.): Es ist von Mitteleuropa bis Sibirien und bis zum Kaukasusraum verbreitet.[9][10]
- Stipa dasyvaginata Martinovský[9][10]
- Stipa diastrophica F.A.Roig[9]
- Stipa dickorei M.Nobis[9]
- Stipa donetzica Chuprina[9][10]
- Stipa dregeana Steud.[9]
- Stipa drobovii (Tzvelev) Czerep.[9]
- Stipa durifolia Parodi ex Torres[9]
- Stipa ehrenbergiana Trin. & Rupr.[9][10]
- Stipa endotricha Martinovský[9][10]
- Stipa feltrina Moraldo, Lasen & Argenti[9][10]
- Stipa gaubae Bor[9][10]
- Stipa glareosa P.A.Smirn.[9]
- Stipa gracilis Roshev.[9]
- Stipa grandis P.A.Smirn.: Sie kommt von Sibirien bis zum nördlichen und östlichen China vor.[9]
- Stipa hans-meyeri Pilg.[9]
- Stipa henryi Rendle[9]
- Stipa himalaica Roshev.[9]
- Stipa hoggarensis Chrtek & Martinovský[9][10]
- Stipa hohenackeriana Trin. & Rupr.[9][10]
- Stipa holosericea Trin.[9][10]
- Stipa iberica Martinovský[9][10]
- Stipa illimanica Hack.[9]
- Stipa iranica Freitag[9][10]
- Stipa isoldeae H.Scholz[9][10]
- Stipa issaevii Mussajev & Sadychov[9][10]
- Stipa juncea L.[9][10]
- Stipa juncoides Speg.[9]
- Stipa karakabinica Kotukhov[9]
- Stipa karataviensis Roshev.[9]
- Stipa karjaginii Mussajev & Sadychov[9][10]
- Stipa kempirica Kotukhov[9]
- Stipa keniensis (Pilg.) Freitag[9]
- Stipa khovdensis L.Q.Zhao[9]
- Stipa kirghisorum P.A.Smirn.[9]
- Stipa klimesii M.Nobis[9]
- Stipa korshinskyi Roshev.[9][10]
- Stipa kotuchovii M.Nobis[9]
- Stipa krylovii Roshev.[9]
- Stipa lagascae Roem. & Schult.[9][10]
- Stipa larisae Ostapko[9][10]
- Stipa leptogluma Pilg.[9]
- Stipa lessingiana Trin. & Rupr.: Sie kommt von Griechenland bis zum Iran und bis zur Mongolei vor.[9][10]
- Stipa letourneuxii Trab.[9][10]
- Stipa lingua Junge[9]
- Stipa lipskyi Roshev.[9]
- Stipa longiplumosa Roshev.[9]
- Stipa macbridei Hitchc.[9]
- Stipa macroglossa P.A.Smirn.[9][10]
- Stipa magnifica Junge[9]
- Stipa margelanica P.A.Smirn.[9]
- Stipa martinovskyi Klokov[9]
- Stipa mayeri Martinovský[9]
- Stipa media (Speg.) Caro[9]
- Stipa meridionalis F.M.Vázquez & Devesa[9][10]
- Stipa milleana Hitchc.[9]
- Stipa mongolorum Tzvelev[9]
- Stipa munroana Bor[9]
- Echtes Federgras[11] oder Grauscheiden-Federgras (Stipa pennata L.): Je nach Autor gibt es Subtaxa. Seit 2017 gibt es wieder zwei Unterarten:[9]
  - Stipa pennata subsp. ceynowae Klichowska & M.Nobis: Sie wurde 2017 aus dem westlichen-zentralen Polen erstbeschrieben.[9][2]
  - Stipa pennata L. subsp. pennata (Syn.: Stipa aperta Janka ex Čelak., Stipa appendiculata Čelak., Stipa austriaca (Beck) Klokov, Stipa austroitalica var. appendiculata (Čelak.) Martinovský, Stipa austroitalica subsp. appendiculata (Čelak.) Moraldo, Stipa balcanica (Martinovský) Kožuharov, Stipa danubialis Dihoru & Roman, Stipa disjuncta Klokov, Stipa dvorakii (Martinovský & Moraldo) Landolt, Stipa eriocaulis Borbás, Stipa eriocaulis subsp. austriaca (Beck) Martinovský, Stipa eriocaulis subsp. carniolica Jogan, Stipa eriocaulis subsp. dvorakii (Martinovský & Moraldo) Moraldo & Ricceri, Stipa eriocaulis subsp. kiemii (Martinovský) Tzvelev, Stipa eriocaulis subsp. lithophila (P.A.Smirn. ex Roshev.) Tzvelev, Stipa eriocaulis subsp. lutetiana H.Scholz, Stipa gallica (Steven) Čelak., Stipa graniticola Klokov, Stipa iberica var. pygmaea Martinovský, Stipa joannis Čelak., Stipa joannis subsp. balcanica Martinovský, Stipa joannis var. microtricha Borbás, Stipa joannis subsp. penicellifera (Pacz.) Lavrenko, Stipa joannis subsp. puberula (Podp. & Suza) Martinovský, Stipa joannis var. puberula Podp. & Suza, Stipa joannis var. subpuberula Podp. & Suza, Stipa lejophylla P.A.Smirn., Stipa lithophila P.A.Smirn. ex Roshev., Stipa lutetiana (H.Scholz) Landolt, Stipa melzeri (Martinovský) Klokov, Stipa oligotricha Moraldo, Stipa oligotricha subsp. kiemii (Martinovský) Moraldo, Stipa pennata var. appendiculata (Čelak.) Čelak., Stipa pennata var. austriaca Beck, Stipa pennata subsp. austriaca (Beck) Martinovský & Skalický, Stipa pennata subsp. dvorakii Martinovský & Moraldo, Stipa pennata subsp. eriocaulis (Borbás) Martinovský & Skalický, Stipa pennata var. gallica Steven, Stipa pennata var. joannis (Čelak.) Beck, Stipa pennata subsp. joannis (Čelak.) K.Richt., Stipa pennata subsp. kiemii Martinovský, Stipa pennata subsp. lejophylla (P.A.Smirn.) Tzvelev, Stipa pennata subsp. lithophila (P.A.Smirn. ex Roshev.) Martinovský, Stipa pennata var. lutetiana (H.Scholz) F.M.Vázquez & M.Gut., Stipa pennata subsp. lutetiana (H.Scholz) Jauzein, Stipa pennata var. okensis (P.A.Smirn.) Tzvelev, Stipa pennata subsp. okensis (P.A.Smirn.) F.M.Vázquez & M.Gut., Stipa pennata subsp. puberula (Podp. & Suza) F.M.Vázquez & M.Gut., Stipa pennata var. puberula (Podp. & Suza) Kubát, Stipa pennata subsp. slovaca F.M.Vázquez & M.Gut., Stipa pulcherrima var. austriaca (Beck) Podp., Stipa pulcherrima var. gallica (Steven) Podp., Stipa pulcherrima subsp. gallica (Steven) Dostál, Stipa pulcherrima var. mollis (Czern. ex Asch. & Graebn.) B.Fedtsch., Stipa styriaca Martinovský, Stipa styriaca var. melzeri Martinovský, Stipa tauricola Čelak., Stipa veneta Moraldo, Stipa vulgaris Gueldenst.): Es ist von Frankreich über Mittel-, Süd- und Osteuropa bis zum Iran, Zentralasien und Ostsibirien verbreitet.
- Gelbscheidiges Federgras[11] (Stipa pulcherrima K.Koch; Syn.: Stipa crassiculmis P.A.Smirn., Stipa crassiculmis subsp. euroanatolica Martinovský, Stipa crassiculmis subsp. heterotricha Dihoru & Roman, Stipa crassiculmis subsp. picentina Martinovský, Moraldo & Caputo, Stipa epilosa Martinovský, Stipa epilosa subsp. montana Moraldo, Stipa etrusca Moraldo, Stipa glabrinoda Klokov, Stipa glabrinoda var. karadagensis (Tzvelev) Tzvelev, Stipa grafiana Steven, Stipa heterophylla Klokov, Stipa jacobsii F.M.Vázquez, Stipa montana (Moraldo) Pînzaru nom. illeg., Stipa moraldoi Pînzaru, Stipa oligotricha subsp. etrusca (Moraldo) F.M.Vázquez, Stipa oreades Klokov, Stipa pennata var. pulcherrima (K.Koch) Asch. & Graebn., Stipa pennata subsp. pulcherrima (K.Koch) Á.Löve & D.Löve, Stipa pennata var. breviglumis Maire, Stipa pennata var. grafiana (Steven) Linden, Stipa pennata subsp. grafiana (Steven) K.Richt., Stipa pennata subsp. mediterranea (Trin. & Rupr.) Asch. & Graebn., Stipa pennata subsp. mediterranea (Trin. & Rupr.) Brand, Stipa pennata var. mediterranea Trin. & Rupr., Stipa platyphylla Czern. ex Trautv. nom. nud., Stipa pseudomontana Landolt, Stipa pulcherrima var. alagezica Tzvelev, Stipa pulcherrima subsp. crassiculmis (P.A.Smirn.) Tzvelev,Stipa pulcherrima subsp. epilosa (Martinovský) Tzvelev, Stipa pulcherrima subsp. glabrinoda (Klokov) Tzvelev, Stipa pulcherrima subsp. grafiana (Steven) Pacz., Stipa pulcherrima var. karadagensis Tzvelev, Stipa pulcherrima subsp. mediterranea (Trin. & Rupr.) O.Schwarz, Stipa pulcherrima subsp. palatina H.Scholz & Korneck, Stipa rigida Martinovský, Stipa turcica Martinovský, Stipa valdemonensis Cataldo, S.A.Giardina, Moraldo & Raimondo): Je nach Autor gibt es Subtaxa oder keine. Es ist von Marokko und Algerien über Süd- und Mitteleuropa bis zum Kaukasusraum, Zentralasien und Westsibirien verbreitet.
- Glänzendes Raugras (Stipa splendens Trin.): Es kommt vom südlichen europäischen Russland bis China und zum Himalaja vor und ist in Europa sonst stellenweise eingebürgert.[9]
- Rossschweif-Federgras[11] (Stipa tirsa Steven): Es ist von Europa (außer Nordeuropa) bis zum Kaukasusraum verbreitet.[9]
- Turkestanisches Federgras (Stipa turkestanica Hack.): Es kommt in zwei Unterarten und einer Varietät von Afghanistan bis Zentralasien und dem westlichen Himalaja vor.[9]
- Ukraine-Federgras[11] (Stipa ucrainica P.A.Smirn.): Es kommt von Nordmazedonien bis zur südlichen Ukraine und dem Kaukasusraum vor.[9]

Naturhybriden sind (Auswahl):
- Stipa ×adamii M.Nobis[9]
- Stipa ×alaica Pazij[9]
- Stipa ×albasiensis L.Q.Zhao & K.Guo[9]
- Stipa ×assyriaca Hand.-Mazz.[9]
- Stipa ×balkanabatica M.Nobis & P.D.Gudkova[9]
- Stipa ×brevicallosa M.Nobis[9]
- Stipa ×brozhiana M.Nobis[9]
- Stipa ×consanguinea Trin. & Rupr.[9]
- Stipa ×czerepanovii Kotukhov[9]
- Stipa ×dzungarica M.Nobis[9]
- Stipa ×fallacina Klokov & Osychnyuk[9]
- Stipa ×fallax M.Nobis & A.Nowak[9]
- Stipa ×gegarkunii P.A.Smirn.[9]
- Stipa ×gnezdilloi Pazij[9]
- Stipa ×heptapotamica Golosk.[9]
- Stipa ×hissarica M.Nobis[9]
- Stipa ×kamelinii Kotukhov[9]
- Stipa ×ladakhensis M.Nobis, Klichowska, A.Nowak & P.D.Gudkova[9]
- Stipa ×majalis Klokov[9]
- Stipa ×manrakica Kotukhov[9]

### Äußere Systematik
Die Gattung Stipa gehört zur Tribus Stipeae in der Unterfamilie Pooideae innerhalb der Familie Poaceae. Der Umfang dieser Gattung und der Gattungen der Tribus Stipeae werden kontrovers diskutiert. Auch die Arten der Gattungen Achnatherum P.Beauv., Celtica F.M.Vazquez & Barkworth, Macrochloa Kunth, Ptilagrostis Griseb. und Trikeraia Bor werden manchmal in die Gattung Stipa s. l. gestellt.
| Je nach Autor nicht mehr in die Gattung Stipa werden gestellt: |
| - Stipa avenacea L. → Piptochaetium avenaceum (L.) Parodi - Kurzgranniges Pfriemengras (Stipa bromoides (L.) Dörfl.) → Achnatherum bromoides (L.) P.Beauv. - Silber-Raugras oder Silberährengras (Stipa calamagrostis (L.) Wahlenb. → Achnatherum calamagrostis (L.) P.Beauv.): Es kommt hauptsächlich an Felsen in den Gebirgen des südlichen Mitteleuropa und Süd- bis Südosteuropas vor. - Stipa capensis Thunb. (Syn.: Stipa tortilis Desf.) → Stipellula capensis (Thunb.) Röser & Hamasha - Stipa elegantissima Labill. → Austrostipa elegantissima (Labill.) S.W.L.Jacobs & J.Everett - Riesen-Federgras (Stipa gigantea Link) → Celtica gigantea (Link) F.M.Vázquez & Barkworth - Chinesisches Federgras (Stipa pekinensis Hance) → Achnatherum pekinense (Hance) Ohwi - Halfagras (Stipa tenacissima L. → Macrochloa tenacissima (L.) Kunth): Es kommt in Spanien, Portugal, auf den Balearen und in Nordafrika vor. - Mexikanisches Federgras (Stipa tenuissima Trin.) → Nassella tenuissima (Trin.) Barkworth - Stipa viridula Trin. → Nassella viridula (Trin.) Barkworth: Sie ist in Kanada und in den USA verbreitet. |

## Bedeutung
In vielen Steppengebieten spielen Federgras-Arten als Futterpflanzen eine wichtige Rolle. Einige Arten werden als Zierpflanzen verwendet. Als dominante Art in Steppengebieten dienen sie außerdem als Futterquelle für Wild- und Nutztiere sowie zum Sichern des Bodens gegen Winderosion.